# The Marketts
The Marketts sono stati un gruppo di rock strumentale statunitense attivi tra gli anni sessanta e settanta.

## Storia del gruppo
La band fu fondata nel 1961 da Michael Zane Gordon che si avvalse della collaborazione di diversi turnisti della zona di Los Angeles, la guida artistica del gruppo era nelle mani del produttore Joe Saraceno. In origine il nome scelto per il gruppo era "The Mar-Kets", fu poi cambiato su richiesta della casa discografica per non creare confusione con un'altra band che utilizzava un nome simile.
Il primo lavoro discografico fu Surfer's Stomp pubblicato nel 1962 per l'etichetta Liberty Records, l'album, orientato verso il suono surf rock molto popolare in quegli anni, fu composto interamente da Michael Z. Gordon che ne fu anche il coproduttore assieme a Saraceno. Il brano che dà il titolo al disco raggiunse la 31ª posizione della classifica Billboard mentre l'album vendette oltre 50 000 copie. Nel 1963 pubblicarono altri due album di chiara impronta surf: Take to Wheels e The Surfing Scene.
La band raggiunse il successo grazie al singolo Out of Limits pubblicato nel 1964 per la Warner Bros. Records, il 45 giri raggiunse la 3ª posizione nella classifica americana Billboard Hot 100, vinse un BMI Award e si aggiudicò un disco d'oro per aver superato il milione di copie vendute. Il brano venne inserito in un album omonimo pubblicato lo stesso anno che raggiunse come apice il 37º posto nella classifica statunitense di vendita.
Nel 1966 pubblicarono The Batman Theme che raccoglieva le musiche della popolare serie televisiva Batman che proprio in quell'anno aveva cominciato ad essere trasmessa dalla rete ABC. Il disco entrò nella classifica dei cento album più venduti negli Stati Uniti ma non andò oltre alla 82ª posizione della Billboard 200, mentre il singolo Batman Theme entrò nella Top 20 della Billboard Hot 100.
Nel 1967 uscì Sun Power un disco di cover con un suono diverso dai precedenti, abbandonata la vena surf l'album si orientava verso un pop rock contaminato a tratti dal suono psichedelico di quel periodo.
Nel '67 si concluse il periodo di maggior successo e visibilità del gruppo, negli anni 70 vennero pubblicati altri album (l'ultimo dei quali col nome di The New Marketts) di scarso successo: AM, FM, Etc. (1973), Tryin' to Get That Feeling (1975) e Step On It (1977) caratterizzato da sonorità funk e disco.

## Discografia

### Album studio
- 1962 - Surfer's Stomp (Liberty Records) LRP-3226
- 1963 - Take to Wheels (Warner Bros. Records) WS 1509
- 1963 - The Surfing Scene (Liberty) LRP-3226
- 1964 - Out of Limits (Warner) WS 1537
- 1966 - The Batman Theme (Warner) WS 1642
- 1967 - Sun Power (World Pacific/Liberty) WP-1870
- 1973 - AM, FM, Etc. (Mercury Records) SRM 1-679
- 1975 - Tryin' to Get That Feeling (Arista Records)
- 1977 - Step On It (Calliope Records) CAL 7003

### Compilation
- 1979 - Surfing with the Beach Boys, The Marketts and Frogmen (Gateway Records)

### Raccolte
- 2005 - Rhino Hi-Five: The Marketts (Warner)
- 2011 - Outer Space, Hot Rods & Superheroes (Ace Records)